# Estação Ecuador
A Estação Ecuador é uma das estações do Metrô de Santiago, situada em Santiago, entre a Estação Las Rejas e a Estação San Alberto Hurtado. Faz parte da Linha 1.
Foi inaugurada em 15 de setembro de 1975. Localiza-se no cruzamento da Alameda com a Rua Purísima. Atende a comuna de Estación Central.